# Mr. Sunshine
Mr. Sunshine es una serie de televisión estadounidense de la cadena ABC, estrenada el 9 de marzo de 2011. La serie está protagonizada por Matthew Perry (cocreador) y producida por Sony Pictures Television en asociación con FanFare Productions. El 13 de mayo de 2011, Mr. Sunshine fue cancelado por ABC.

## Trama
Ben Donovan (Perry) es el gerente del estadio deportivo The Sunshine Center, una arena en San Diego. Él pasa por una crisis de la mediana edad cuando cumple 40 años, mientras que se ocupa de las demandas inusuales de su trabajo y su impredecible jefa (Janney).

## Personajes
- Matthew Perry como Ben Donovan, gerente de The Sunshine Center.
- Allison Janney como Crystal Cohen, la jefa impredecible de Ben.
- Andrea Anders como Alice, anteriormente la "amiga con beneficios de Ben", ahora saliendo con Alonzo.
- James Lesure como Alonzo Pope, ex-estrella de baloncesto de la NBA, compañero de trabajo de Ben y novio de Alice.
- Nate Torrence como Roman Cohen, el adorable pero raro hijo de Crystal. Está enamorado de Heather.
- Portia Doubleday como Heather, asistente de Ben, todos creen que está loca.

## Desarrollo y producción
Mr. Sunshine se basa en un concepto de Matthew Perry, que planea ser coescritor, protagonista y productor ejecutivo. 
ABC aceptó a principios de febrero de 2010 la serie.  
Perry, Schlamme, y los coescritores Barnow y Firek son considerados como productores ejecutivos, junto con Jamie Tarses de FanFare Productions. Las audiciones comenzaron a finales de enero, con Allison Janney como la primera actriz que se incorporó al reparto como Crystal Cohen, la jefa de Ben.
En febrero, Andrea Anders fue elegida para interpretar a Alice, la "amiga con beneficios de Ben", y Nate Torrence interpretará a Roman, el hijo de la jefa de Ben. Las audiciones de Portia Doubleday como ayudante de Ben, y James Lesure como una ex-estrella de basketball, se anunció a finales de abril. En mayo de 2010, ABC dio a conocer que el estreno sería entre 2010 y 2011. Tarses y Schlamme serán los productores ejecutivos de la serie. El 13 de mayo de 2011, Mr. Sunshine fue cancelado por ABC.